# Sullivan (Indiana)
Sullivan és una població dels Estats Units a l'estat d'Indiana. Segons el cens del 2000 tenia 4.617 habitants.

## Demografia
Segons el cens del 2000, Sullivan tenia 4.617 habitants, 1.958 habitatges, i 1.176 famílies. La densitat de població era de 928,5 habitants/km².
Dels 1.958 habitatges en un 28,5% hi vivien nens de menys de 18 anys, en un 45% hi vivien parelles casades, en un 11,6% dones solteres, i en un 39,9% no eren unitats familiars. En el 36% dels habitatges hi vivien persones soles el 19,9% de les quals corresponia a persones de 65 anys o més que vivien soles. El nombre mitjà de persones vivint en cada habitatge era de 2,26 i el nombre mitjà de persones que vivien en cada família era de 2,95.
Per edats la població es repartia de la següent manera: un 23,5% tenia menys de 18 anys, un 8,9% entre 18 i 24, un 25,5% entre 25 i 44, un 22% de 45 a 60 i un 20,2% 65 anys o més.
L'edat mediana era de 39 anys. Per cada 100 dones de 18 o més anys hi havia 77,5 homes.
La renda mediana per habitatge era de 26.115$ i la renda mediana per família de 35.042$. Els homes tenien una renda mediana de 28.773$ mentre que les dones 21.992$. La renda per capita de la població era de 17.717$. Entorn del 13,6% de les famílies i el 16,6% de la població estaven per davall del llindar de pobresa.

## Poblacions més properes
El següent diagrama mostra les poblacions més properes.